# Mikkel Diskerud
Mikkel Morgenstar Pålssønn Diskerud  (født 2. oktober 1990 i Oslo, Norge) er en amerikansk/norsk fodboldspiller (midtbane). Han spiller i Sverige for IFK Göteborg, udlejet fra Manchester City.
Diskerud startede sin seniorkarriere hos Stabæk, som han også havde spillet for som ungdomsspiller. Han spillede den 22. marts 2009 sin første Tippeliga-kamp for klubben, hvor han også scorede sit første mål. Efter også at have spillet seks måneder på lejeophold hos belgiske KAA Gent skiftede han i 2012 til Rosenborg.
Diskerud skiftede i 2015 klub til New York City F.C. hvor han spillede samtlige 90. minutter i klubbens histories aller første kamp. Mix scorede i denne kamp klubbens aller første mål i MSL i et uafgjort opgør, som endte 1-1 mod Orlando City.

## Landshold
Diskerud er både norsk og amerikansk statsborger, men valgte at repræsentere USA's landshold. Han står (pr. april 2018) noteret for 38 kampe og seks scoringer for amerikanerne, som han debuterede for 17. november 2010 i en venskabskamp mod Sydafrika. Han var en del af den amerikanske trup til VM i 2014 i Brasilien.